# 1919

## Събития

### По света
- В град Ваймар, Германия, архитектът Валтер Гропиус основава школата за визуално-пластични изкуства Баухаус, която се превръща в център на модернизма.
- Осветена е църквата Сакре кьор в Париж.
- Убит е последният див зубър в Полша.
- Френската компания „Данон“ е основана в Барселона.
- Салвадор Дали прави своята първа публична изложба в общинския театър във Фигерас.
- Създаден е автомобилния концерн Ситроен.
- Основан е ФК Велбъжд 1919.
- Започва издаването на българския вестник Маседоан (1919 – 1922).
- 1 януари – Едсел Форд наследява баща си Хенри Форд като шеф на Ford Motor Company.
- 6 януари – Състои се Въстанието на спартакистите – въстание на берлинските работници, провокирано от Централното правителство.
- 18 януари – Открита е Парижката мирна конференция.
- 18 януари – Започва издаването на българския вестник Насион (1919), издаван на френски език.
- 11 януари – Румъния анексира Трансилвания.
- 11 февруари – Фридрих Еберт става Райхспрезидент на Германската империя.
- 4 март – Комунистическият интернационал е създаден в Москва.
- 23 март – Бенито Мусолини създава фашистко движение в Милано.
- април – Започва издаването на българския вестник Бюлетин (1919).
- май – Започва Гръцко-турската война.
- 28 юни – Подписан е Версайският договор между Германия и Антантата, който слага край на Първата световна война.
- 4 август – Музей Роден в Париж отваря врати.
- 11 август – Ваймарската конституция е узаконена.
- 19 август – Афганистан получава независимост от Великобритания.
- 31 август – Американската комунистическа партия е създадена.
- 10-15 септември – Ураган убива около 600 души в Мексиканския залив и Тексас.
- 17 октомври – Открито е метрото в Мадрид.
- 28 октомври – В САЩ е забранен алкохолът.
- 27 ноември – България подписва Ньойският договор.
- 29 ноември – Започва издаването на българския вестник Македония (1919 – 1923).

### В България
- 7 май – Съставено е тридесет и деветото правителство на България, начело с Теодор Теодоров.
- 6 октомври – Съставено е четиридесетото правителство на България, начело с Александър Стамболийски.
- 27 ноември – Подписан е Ньойският договор между България и Антантата.
- краят на декември – Започва Транспортната стачка срещу диктата на Александър Стамболийски.
- В Шумен е основана организацията Военен съюз.
- Основан е футболният отбор ФК Янтра (Габрово) в Габрово.
- Основан е футболният отбор Спартак (Плевен) в Плевен

## Родени
- Борис Трънков, български футболист и треньор по футбол († 1988 г.)
- 1 януари – Джеръм Дейвид Селинджър, американски писател († 2010 г.)
- 17 януари
  - Дафо Трендафилов, български майстор – гайдар и преподавател († 2010 г.)
  - Дезмънд Дос, американски военен герой († 2006 г.)
- 2 февруари – Петър Петров, български шахматист († 2005 г.)
- 5 февруари – Андреас Папандреу, гръцки политик († 1996 г.)
- 19 февруари – Петко Бочаров, български журналист († 2016 г.)
- 2 март – Дженифър Джоунс, американска актриса († 2009 г.)
- 28 март – Ален Боске, френски писател († 1998 г.)
- 4 април – Веселин Ханчев, български поет, публицист и драматург († 1966 г.)
- 12 април – Петър Петров, български оперен певец, баритон († 2005 г.)
- 29 април – Жерар Ури, френски кинорежисьор, киносценарист и киноартист († 2006 г.)
- 5 май
  - Руслан Райчев, български диригент († 2006 г.)
  - Георгиос Пападопулос, гръцки диктатор († 1999 г.)
- 7 май – Ева Перон, аржентинска актриса и политик († 1952 г.)
- 12 май – Дейвид Маунтбатън, трети маркиз на Милфорд Хейвън († 1970 г.)
- 15 май – Александър Геров, български писател († 1997 г.)
- 19 юни – Богомил Райнов, български писател († 2007 г.)
- 1 юли – Ханс Бендер, немски писател († 2015 г.)
- 6 юли – Осуалдо Гуаясамин, еквадорски хуоджник и скулптор († 1999 г.)
- 7 юли – Димитър Пеев, български писател († 1996 г.)
- 13 юли – Гриша Филипов, български политик († 1994 г.)
- 15 юли – Айрис Мърдок, британска писателка († 1999 г.)
- 20 юли – Едмънд Хилари, алипинист и изследовател († 2008 г.)
- 24 юли – Тодор Динов, български художник-аниматор († 2004 г.)
- 30 юли – Александър Вутимски, български поет († 1943 г.)
- 31 юли – Примо Леви, италиански писател и химик († 1987 г.)
- 29 август – Пеньо Русев, български писател, литературен историк и критик († 1982 г.)
- 5 септември – Владо Малески, писател от СР Македония († 1984 г.)
- 15 септември – Николай Хайтов, български писател († 2002 г.)
- 16 септември – Атанас Ганчев, български ботаник († 1970 г.)
- 21 септември
  - Георги Григоров, деец на БКП († 1942 г.)
  - Димче Маленко, писател от СР Македония († 1990 г.)
- 26 септември – Матилде Камю, испанска поетеса († 2012 г.)
- 28 септември – Никола Ганчев, български кавалджия и педагог († 2001)
- 3 октомври – Джеймс Бюканън, американски икономист († 2013 г.)
- 6 октомври – Сиад Баре, лидер на Сомалия († 1995 г.)
- 7 октомври – Жорж Дюби, френски историк († 1996 г.)
- 12 октомври – Дорис Милър, американски флотски готвач († 1943 г.)
- 14 октомври
  - Драгослав Аврамович, сръбски икономист († 2001 г.)
  - Димитър Митрев, югославски писател († 1976 г.)
- 15 октомври – Димитър Дойчинов, български футболист и треньор по футбол
- 18 октомври – Анита О'Дей, американска певица († 2006 г.)
- 20 октомври
  - Костадин Дурев, български народен певец († 2011 г.)
  - Ксенте Богоев, политик, академик и университетски професор († 2008 г.)
- 21 октомври – Петър Петров, български инженер и изобретател († 2003 г.)
- 22 октомври – Дорис Лесинг, британска писателка, носителка на Нобелова награда († 2013 г.)
- 26 октомври – Мохамед Реза Пахлави, шах на Иран († 1980 г.)
- 31 октомври – Димитър Богоевски, македонски партизанин († 1942 г.)
- 6 ноември – Дичо Петров, български офицер († 1944 г.)
- 10 ноември – Михаил Калашников, съветски инженер († 2013 г.)
- 26 ноември – Фредерик Пол, американски писател († 2013 г.)
- 22 декември – Весела Василева, българска поетеса († 1944 г.)
- 26 декември – Иван Нивянин, български поет и партизанин († 1944 г.)
- 30 декември – Васил Спасов, български футболист († 1996 г.)

## Починали
- Иван Алев, български лекар
- 15 януари
  - Карл Либкнехт, немски политик
  - Роза Люксембург,
- 26 януари – Байъм Шоу, британски художник
- 24 февруари – Авксентий Битолски, български духовник
- 2 април – Херман Хелмер, австрийски архитект
- 10 април – Емилиано Сапата, мексикански революционер
- 15 април – Кръстьо Кръстев, български литературен критик и писател (р. 1866 г.)
- 6 май
  - Л. Франк Баум, американски детски писател (р. 1856 г.)
  - Лиман Франк Баум, американски детски писател
- 17 май – Бранислав Велешки, български революционер
- 29 май – Робърт Бейкън, американски държавник и дипломат
- 8 август – Ернст Хекел, немски естественик (р. 1834 г.)
- 11 август – Андрю Карнеги, американски бизнесмен и филантроп (р. 1835 г.)
- 25 август – Георги Кирков, български политик
- 5 септември – Василий Чапаев, руски офицер (р. 1887 г.)
- 13 октомври – Карл Гелеруп, датски писател
- 3 ноември – Масатаке Тераучи, Министър-председател на Япония
- 6 ноември – Кръсто Янков, български зограф (р. 1854)
- 11 ноември – Павел Чистяков, руски художник и преподавател (р. 1832)
- 15 ноември – Алфред Вернер, немски химик, лауреат на Нобелова награда за химия през 1913 г. (р. 1866 г.)
- 2 декември – Ивлин Ууд, британски фелдмаршал
- 3 декември – Пиер-Огюст Реноар, френски художник

## Нобелови награди
- Физика – Йоханес Щарк
- Химия – наградата не се присъжда
- Физиология или медицина – Жул Борде
- Литература – Карл Спителер
- Мир – Удроу Уилсън

Вижте също:
- календара за тази година